# Луїза Данська (1875–1906)
Луїза Данська (дан. Louise af Danmark), повне ім'я Луїза Кароліна Жозефіна Софія Тіра Ольга Данська (дан. Louise Caroline Josephine Sophie Thyra Olga af Danmark), (17 лютого 1875 — 4 квітня 1906) — данська принцеса з династії Глюксбургів, донька короля Данії Фредеріка VIII та шведської принцеси Луїзи, дружина принца Фрідріха Шаумбург-Ліппського.

## Біографія

Принцеса Луїза з матір'ю Луїзою Шведською

Луїза народилась у зимовій резиденції королівської родини Амалієнборг в Копенгагені за часів правління свого діда Крістіана IX. Вона стала третьою дитиною та старшою донькою в родині кронпринца Данії Фредеріка та його дружини Луїзи Шведської. Дівчинка мала старших братів Крістіана та Карла. В родині згодом народилося п'ятеро молодших дітей. Мешкало сімейство в палацах Амалієнборг взимку та Шарлоттенлунд в літню пору року. Матір була суворою, але турботливою, а також стежила за тим, щоб прищепити дітям почуття обов'язку.
В Луїзі рано почала проявлятися схильність до меланхолії. Її бабуся Луїза Гессен-Кассельська, яка влаштовувала шлюби онуків, помітила це і намагалася підшукати дівчині найбільш підходящу партію. Через своїх німецьких родичів вона налагодила зв'язки з домом Шаумбург-Ліппе. У 1894 році відбулися заручини Луїзи з принцом Фрідріхом, сином засновника Находської гілки дому Шаумбург-Ліппе.
У віці 21 року Луїза була видана заміж за 28-річного німецького принца Фрідріха цу Шаумбург-Ліппе. Весілля відбулося 5 травня 1896 в Амалієнборзі. Подружки нареченої отримали золоті брошки у вигляді птаха, який сидить на омелі з перлами. Гостям були подаровані золоті брошки з перехрещеними емалевими прапорами князівства Шаумбург-Ліппе та Данії з відповідними літерами «F» та «L» в діамантах, поєднаними короною.
Молода пара оселилась в замку Ратібожице в Богемії, де планували жити, доки в їхнє володіння не перейде замок Наход. Разом із собою Луїза привезла дещо з меблів та предметів мистецтва. У подружжя народилося троє дітей.
У 1901 році в Данії був сформований перший уряд ліберальної партії Венстре. Протягом ряду років ліві перешкоджали наданню традиційного державного збору принцесі Луїзі та її молодшій сестрі Інгеборзі.
Шлюб Луїзи вважався дуже щасливим, проте вона страждала від меланхолії, сумувала за домом та погано почувала себе в Богемії. Часто навідувала родину, її візити тривали по 2—3 місяці. Її батько також часто гостював в Ратібожице.
У січні 1906 року Фредерік став королем Данії. Луїза за два місяці важко захворіла і після кількох тижнів хвороби померла 4 квітня. За кілька годин перед нею пішов з життя її свекор Вільгельм цу Шаумбург-Ліппе. Офіційною причиною смерті принцеси було назване запалення мозку, викликане менінгітом. Ходили чутки, що вона намагалася втопитися в озері замку і під час спроби самогубства застудилася, що зрештою призвело до її смерті. Історик Бо Брамсен зазначає, що принцеса таки втопилася в озері, а попередня спроба самогубства, коли принцесу врятував садівник, була невдалою.
Поховали принцесу на цвинтарі на білому Хресті (нім. Friedhof am weißen Kreuz) в Наході. Після її смерті чоловік із трьома малими дітьми переїхав до замку Наход. У 1909 році він одружився з принцесою Антуанеттою Ангальтською, від якої мав двох синів. Помер у грудні 1945 року. Похований поруч із Луїзою.

## Титул
- 17 лютого 1875—5 травня 1896 — Її Королівська Високість Принцеса Луїза Данська;
- 5 травня 1896—4 квітня 1906 — Її Королівська Високість Принцеса Фрідріх цу Шаумбург-Ліппе.

## Родина

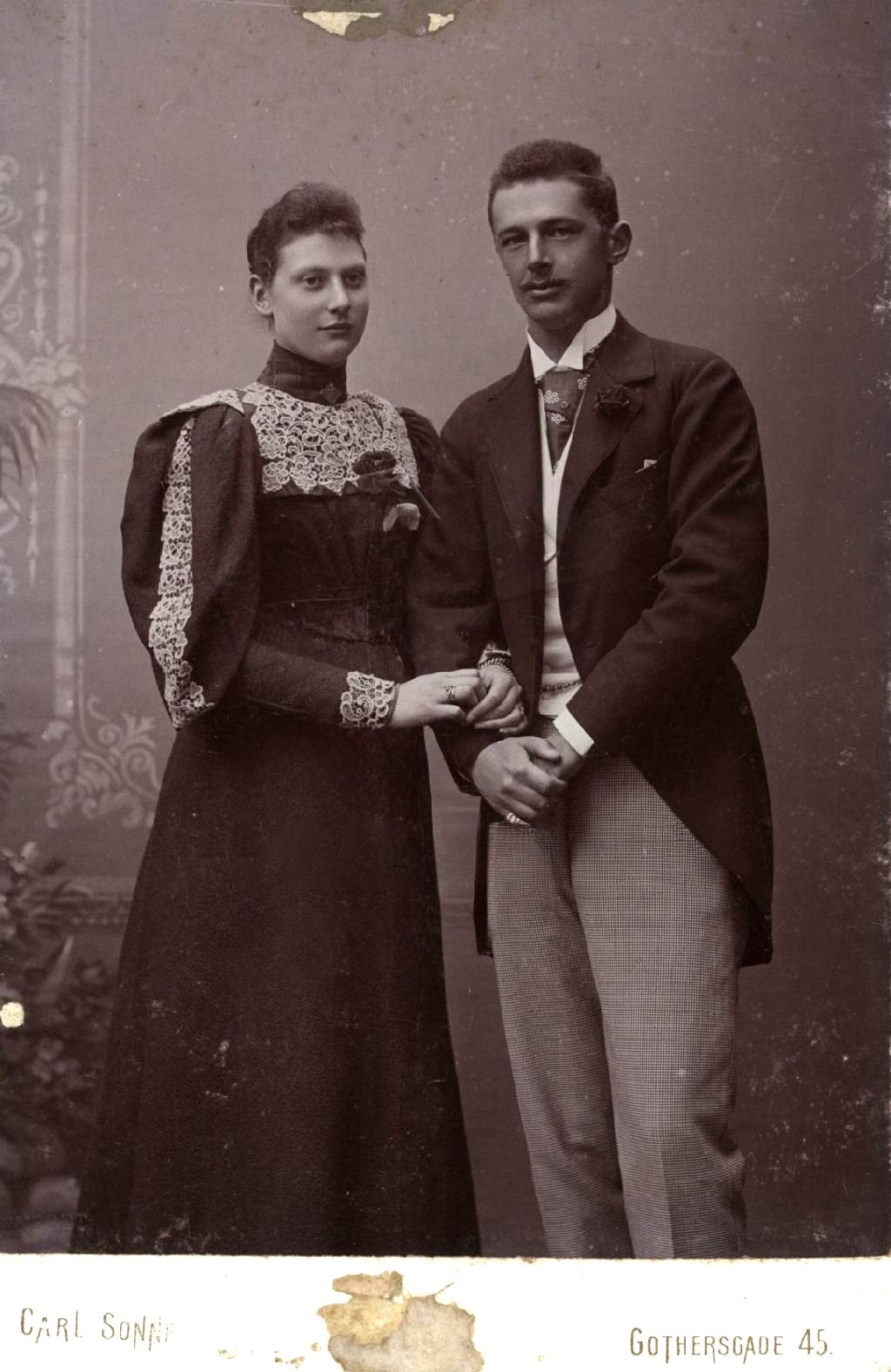
Луїза з Фрідріхом, 1 вересня 1894 року

Чоловік — Фрідріх Шаумбург-Ліппський (1868-1945)
Діти:
- Марія Луїза (1897—1938) — дружина принца Фрідріха Сигізмунда Прусського, мала сина та доньку;
- Крістіан (1898—1974) — голова Находської гілки дому Шаумбург-Ліппе, був одружений із данською принцесою Феодорою, мав четверо дітей;
- Стефанія (1899—1925) — дружина принца Віктора Адольфа цу Бентгайм унд Штайнфурт, мала четверо дітей.